# Eddy Kurniawan
Eddy Kurniawan (* 2. Juli 1962 in Semarang) ist ein ehemaliger Badmintonspieler aus Indonesien.

## Karriere
Eddy Kurniawan gewann bei der Weltmeisterschaft 1989 Bronze im Herreneinzel. Bei den Südostasienspielen des gleichen Jahres wurde er wie schon 1985 Vizemeister. 1990 siegte er bei den Chinese Taipei Open und wurde Dritter bei den All England.

## Erfolge
| Saison | Veranstaltung       | Disziplin    | Platz | Name           |
| ------ | ------------------- | ------------ | ----- | -------------- |
| 1985   | Südostasienspiele   | Herreneinzel | 2     | Eddy Kurniawan |
| 1987   | Thailand Open       | Herreneinzel | 2     | Eddy Kurniawan |
| 1987   | Asienmeisterschaft  | Herreneinzel | 2     | Eddy Kurniawan |
| 1989   | Südostasienspiele   | Herreneinzel | 2     | Eddy Kurniawan |
| 1989   | Weltmeisterschaft   | Herreneinzel | 3     | Eddy Kurniawan |
| 1990   | Chinese Taipei Open | Herreneinzel | 1     | Eddy Kurniawan |
| 1990   | All England         | Herreneinzel | 3     | Eddy Kurniawan |
| 1992   | Australian Open     | Herreneinzel | 1     | Eddy Kurniawan |

## Referenzen
- https://www.thejakartapost.com/news/2009/05/10/special-issue-eddy-kurniawan-recalls-nation039s-lone-cup-glory.html

| Personendaten    | Personendaten                  |
| ---------------- | ------------------------------ |
| NAME             | Kurniawan, Eddy                |
| KURZBESCHREIBUNG | indonesischer Badmintonspieler |
| GEBURTSDATUM     | 2. Juli 1962                   |
| GEBURTSORT       | Semarang                       |